# 47-es villamos (Budapest)
A budapesti 47-es jelzésű villamos a Deák Ferenc tér és a budafoki Városház tér között közlekedik. A viszonylatot a Budapesti Közlekedési Zrt. üzemelteti. A villamosok napközben 7-8, hétvégén pedig 15 percenként követik egymást.

## Története
A 47-es villamost 1953-ban hozták létre, a Nagytétény és Törökbálint irányú HÉV-ként is említett vonal megszüntetése előtt tíz évvel. Ekkor még Móricz Zsigmond körtér (Gomba épület) és Budafok, Forgalmi telep (Budafok kocsiszín) között közlekedett a Fehérvári úton. Ezen a szakaszon HÉV szerelvények a villamosokra méretezett 550 V feszültséget használták az 1000 volt helyett. Így azok lassabban haladtak és feltartották a villamosokat.
A 47-es járat 1959-ben megszűnt, majd 1960. november 11-én a 48-as villamos átszámozásával és meghosszabbításával indult újra Marx (ma Nyugati) tér és Budafok, forgalmi telep között. Egy évig betétjárata is lett: a 47A jelzésű villamosok Móricz Zsigmond körtér és Albertfalva, kitérő között közlekedtek. 1963-ban a két HÉV vonalat átvette a Fővárosi Villamosvasút. Átszámozták őket a ma is létező – 1977 óta a Kamaraerdőig közlekedő – 41-esre és az 1983-ig üzemelt 43-as vonalra. 1972-ben a 41-es a 43-as belső végállomása kikerült a körtérről, előbbi Budafok, Forgalmi telepig, utóbbi Budafok, Varga Jenő térig közlekedett. 1972. december 23-án útvonala a budafoki Varga Jenő térig (ma: Városház tér) hosszabbodott a Fehérvári útig rövidült 4-es villamos részleges pótlására. A Marx téri (1992 óta Nyugati tér) végállomása 1977-ben a Bajcsy Zsilinszky út Markó utca és Alkotmány utca közötti szakaszára került, majd 1980. október 17-én, az M3-as metróvonal II/B szakaszának építési munkálatai miatt megszűnt a Bajcsy-Zsilinszky úton a villamosforgalom, a 47-es és 49-es villamosok belső végállomása azóta a Deák Ferenc tér. Az Üllői úti villamosközlekedés megszűntével a vonal minden más vágánykapcsolata a Belvárosban (egészen a Szent Gellért térig) megszűnt. Ugyanekkor a metró átadásáig (1981. december 30.) 49V jelzéssel villamospótló közlekedett a Deák tértől a Bulcsú utcáig.
1986-ban két felújítás is érintette a vonalat: először a Leányka utcai felüljárót újították fel, ekkor a Varga Jenő tér (ma Városház tér) és a Forgalmi telep között járt a 9–47V jelzésű villamospótló, majd a Szabadság híd már 1985 óta folyó felújításának végakkordjaként rövid időre a villamosforgalmat is leállították, és a villamosközlekedést a 47–49V jelzéssel közlekedő villamospótló busz pótolta.
Húsz évvel később, 2007-ben ismét a Szabadság híd felújítása miatt volt ideiglenesen változás, ám ekkor teljesen szünetelt a vonalon a villamosközlekedés. Ebben az időszakban részben a 47-es villamos vonalán járt a meghosszabbított 56-os villamos a Szent Gellért tér és a budafoki végállomás között helyettesítve a szünetelő járatot. A belvárosi szakasz pótlására 47-49V jelzéssel az Erzsébet hídon át villamospótló buszt közlekedtettek. A járat az eredeti (1980 óta megszokott) vonalon 2008. december 20-ától indult újra.
A 2010-es BKV-sztrájk alatt 47A jelzéssel járt Budafok és a Bocskai út között 50 percenként.
A középtávú tervekben szerepel a vonal összekötése  a 14-es és 49-es villamosokkal a Nyugati pályaudvarnál, a Bajcsy-Zsilinszky úton át. Szerepel továbbá egy déli meghosszabbítás a Campona bevásárlóközpont irányába az egykori 43-as villamos helyén, aminek fizikai akadályát csupán a Nagytétényi út Duna-parti szakaszának szűk keresztmetszete jelentheti, illetve, hogy a régi nyomvonalra kerékpárút épült.[forrás?]

### 47É
1983. november 30-án megszűnt a 43É villamos, pótlására 1984. december 31-ig 47É villamos közlekedett Budafok, Varga Jenő tér és Móricz Zsigmond körtér között.

### 47–61
2015. augusztus 17-e és 30-a között a Fővám téri útbeszakadás idején a 47-es villamos közlekedése szünetelt, ezért 47–61-es összevont járat közlekedett a Széll Kálmán tér és Budafok, Városház tér között. A vonalon Tatra T5C5K és Ganz ICS villamosok közlekedtek vegyesüzemben.[forrás?]

### 1–47
A budapesti 1–47-es jelzésű villamos az 1-es villamos és a 47-es villamos összevont járata volt, ami 2015. szeptember 26–27-én a Móricz Zsigmond körtér és Etele út / Fehérvári út közötti pályafelújítás miatt közlekedett a Bécsi út / Vörösvári úttól az Árpád hídon, Hungária körúton, Népligeten, Rákóczi hídon át, a Szerémi útról a Hengermalom útra fordulva, majd onnan a Fehérvári úton és a Leányka utcán keresztül a Városház térig. A kieső Fehérvári úti szakasz pótlására 18–47-es jelzésű pótlóbusz közlekedett a Móricz Zsigmond körtértől Albertfalva kitérőig. Az ideiglenes villamosjáraton Tatra T5C5 villamosok közlekedtek.

### Budai fonódó villamoshálózat
A Budai fonódó villamoshálózat átadását követően továbbra is korábbi útvonalán közlekedik, mellette 2020-ig a reggeli csúcsidőben néhány járat a kamaraerdei szakasz sűrítése érdekében 47B jelzéssel a Kamaraerdei Ifjúsági Parktól a Deák Ferenc térre közlekedett, a 41-es, majd a 47-es villamos vonalán.
2016. június 16-ától augusztus 28-áig nem közlekedett pályafelújítás és villamosmegállóhely-peron építése miatt. A munkálatok keretében szakaszosan megújult a pálya. Albertfalva kitérőnél egyszerű visszafogás létesült, ahogy a Városház téren is.
2016. január 16-ától a 18-as helyett a Városház térig csúcsidőben újrainduló 56-os jár 7-8 perces követési idővel, a Savoya Parkhoz pedig a 17-es villamos tér be. Az 56-os a Budafok központjának számító Városház térig csak csúcsidőben, a 47-es klasszikus dél budai járatot sűrítve, egyéb időszakokban 56A jelzéssel a Móricz Zsigmond körtérnél a Fehérvári út északi torkolatánál a Magyar Posta épülete és a Szakorvosi rendelő közötti 61-es a 17-es villamost a Villányi úton és az Alkotás utca sűrítve, a Hűvösvölgyig a Krisztina körúton át közlekedő 56A-val osztozkodva végállomásoznak egy középső tárolóvágányon, amit szakmai berkekben a villamosvezetők és a villamosbarátok tréfásan „SZTK rendezőnek” neveznek.

## Járművek
A vonalon az 1960-as újraindítás óta Ganz UV villamosok szállították az utasokat, melyeket 2007-től a Ganz CSMG típus váltott fel.
2015. november 14. és 22. között a vonalon ČKD–BKV Tatra T5C5K villamosok közlekedtek.

## Jövő
A villamoshálózat fejlesztéseként tervben van a Bajcsy-Zsilinszky úti villamos visszaépítése a Deák Ferenc tér – Bajcsy-Zsilinszky út – Nyugati pályaudvar – Váci út – Lehel tér útvonalon, mellyel összekötésre kerülne az újpesti 14-es villamos és a 47-es, illetve 49-es villamosok.

## Útvonala
| Városház tér felé |
| Deák Ferenc tér M vá. – Károly körút – Múzeum körút – Kálvin tér – Vámház körút – Fővám tér – Szabadság híd – Szent Gellért tér – Bartók Béla út – Móricz Zsigmond körtér – Fehérvári út – felüljáró – Leányka utca – Mária Terézia utca – Városház tér vá. |
| Deák Ferenc tér felé |
| Városház tér vá. – Mária Terézia utca – Leányka utca – felüljáró – Fehérvári út – Móricz Zsigmond körtér – Bartók Béla út – Szent Gellért tér – Szabadság híd – Fővám tér – Vámház körút – Kálvin tér – Múzeum körút – Károly körút – Deák Ferenc tér M vá. |

## Megállóhelyei
| 0  | Deák Ferenc tér M végállomás    | 32 | 48, 49 72 9, 16, 100E, 105, 178, 210, 210B, 216 | Metróállomás, Főpolgármesteri Hivatal, Pesti vármegyeháza, Deák téri evangélikus templom, Erzsébet téri Kulturális Központ és Park (Gödör), Anker-palota, Kempinski szálloda, Meridien szálloda, Örkény István Színház, Merlin Színház, Földalatti Vasúti Múzeum, Postamúzeum, Deák Téri Evangélikus Gimnázium |
| 1  | Astoria M                       | 30 | 48, 49 72, 74 5, 7, 8E, 9, 107, 108E, 110, 112, 133E | Metróállomás, ELTE Bölcsészettudományi Kar, ELTE Gazdaságtudományi Kar, Astoria szálloda, Dohány utcai zsinagóga, Belvárosi Színház, Puskin mozi, Eötvös József Gimnázium |
| 3  | Kálvin tér M                    | 28 | 48, 49 72, 83 9, 15, 100E | Metróállomás, Fővárosi Szabó Ervin Könyvtár (Központi Könyvtár), Nemzeti Múzeum, Református templom, Vörösmarty mozi, Korona Hotel, Szent-Györgyi Albert Általános Iskola és Gimnázium, Képző- és Iparművészeti Szakgimnázium és Kollégium, ELTE Állam- és Jogtudományi Kar                                    |
| 4  | Fővám tér M                     | 26 | 2, 2B, 23, 48, 49 83 15 | Metróállomás, Fővámház (Corvinus Egyetem főépület), Ferencvárosi Helytörténeti Gyűjtemény, Fővám téri Vásárcsarnok, Szabadság híd, Veres Pálné Gimnázium |
| 8  | Szent Gellért tér – Műegyetem M | 24 | 17, 19, 41, 48, 49, 56, 56A 7, 107, 133E | Metróállomás, Budapesti Műszaki és Gazdaságtudományi Egyetem, Gellért Szálló és Fürdő |
| 10 | Gárdonyi tér                    | 22 | 17, 19, 41, 48, 49, 56, 56A 7 | |
| 12 | Móricz Zsigmond körtér M        | 21 | 6, 17, 19, 41, 48, 49, 56, 56A, 61 7, 27, 33, 33A, 58, 114, 213, 214, 240 | Metróállomás, Szent Margit Gimnázium, József Attila Gimnázium, BGSZC Öveges József Technikum és Szakképző Iskola |
| 14 | Újbuda-központ M                | 19 | 4, 17, 41, 48, 56 33, 53, 58, 150, 150B, 153, 154, 212, 212A, 212B 1172, 1173, 1174, 1175, 1176, 1177, 1183, 1184, 1185, 1188, 1189, 1190, 1193, 1194, 1201, 1205, 1212, 1215, 1216, 1229, 1251, 1253, 1254, 1257, 1268 | Metróállomás, Allee bevásárlóközpont, Fehérvári úti vásárcsarnok, Kerületi rendelőintézet |
| 15 | Csonka János tér                | 17 | 17, 41, 48, 56 | Fővárosi Művelődési Ház |
| 16 | Hauszmann Alajos utca           | 15 | 17, 41, 48, 56 | |
| 18 | Etele út / Fehérvári út         | 14 | 1, 17, 41, 48, 56 213 689, 691 | SPAR szupermarket (Fehérvári út), ALDI áruház (Sopron út), Lágymányosi Szent Adalbert-plébánia (Etele út) |
| 19 | Kalotaszeg utca                 | 12 | 17, 41, 48, 56 213 | |
| 20 | Andor utca                      | 11 | 17, 41, 48, 56 213 | |
| 21 | Albertfalva kitérő              | 10 | 17, 41, 48, 56 213 | |
| 23 | Albertfalva utca                | 8  | 17, 41, 48, 56 114, 213, 214 | |
| 24 | Fonyód utca                     | 7  | 17, 41, 48, 56 114, 213, 214 | |
| 26 | Budafok kocsiszín               | 6  | 17, 41, 48, 56 7, 58, 114, 213, 214 S30 G30 S34 S35 S36 | Budafok kocsiszín |
| 28 | Budafoki elágazás               | 3  | 41, 56 58 | |
| 29 | Leányka utcai lakótelep         | 2  | 56 33, 58, 114, 133E, 141, 158, 213, 214, 250, 251, 251A | XXII. kerületi Budai Nagy Antal Gimnázium |
| 30 | Savoyai Jenő tér                | 1  | 56 33, 58, 114, 133E, 141, 158, 213, 214, 250, 250B, 251, 251A, 251E | Budafok-Tétényi Nádasdy Kálmán Alapfokú Művészeti Iskola és Általános Iskola |
| 32 | Városház tér végállomás         | 0  | 56 33, 58, 114, 133E, 141, 158, 213, 214, 250, 250B, 251, 251A, 251E S30 G30 S34 S35 S36 S40 S42 G43 G44 | Budafok megállóhely, Budafoki Kossuth Lajos Magyar-Angol Két Tanítási Nyelvű Általános Iskola |

## Képgaléria

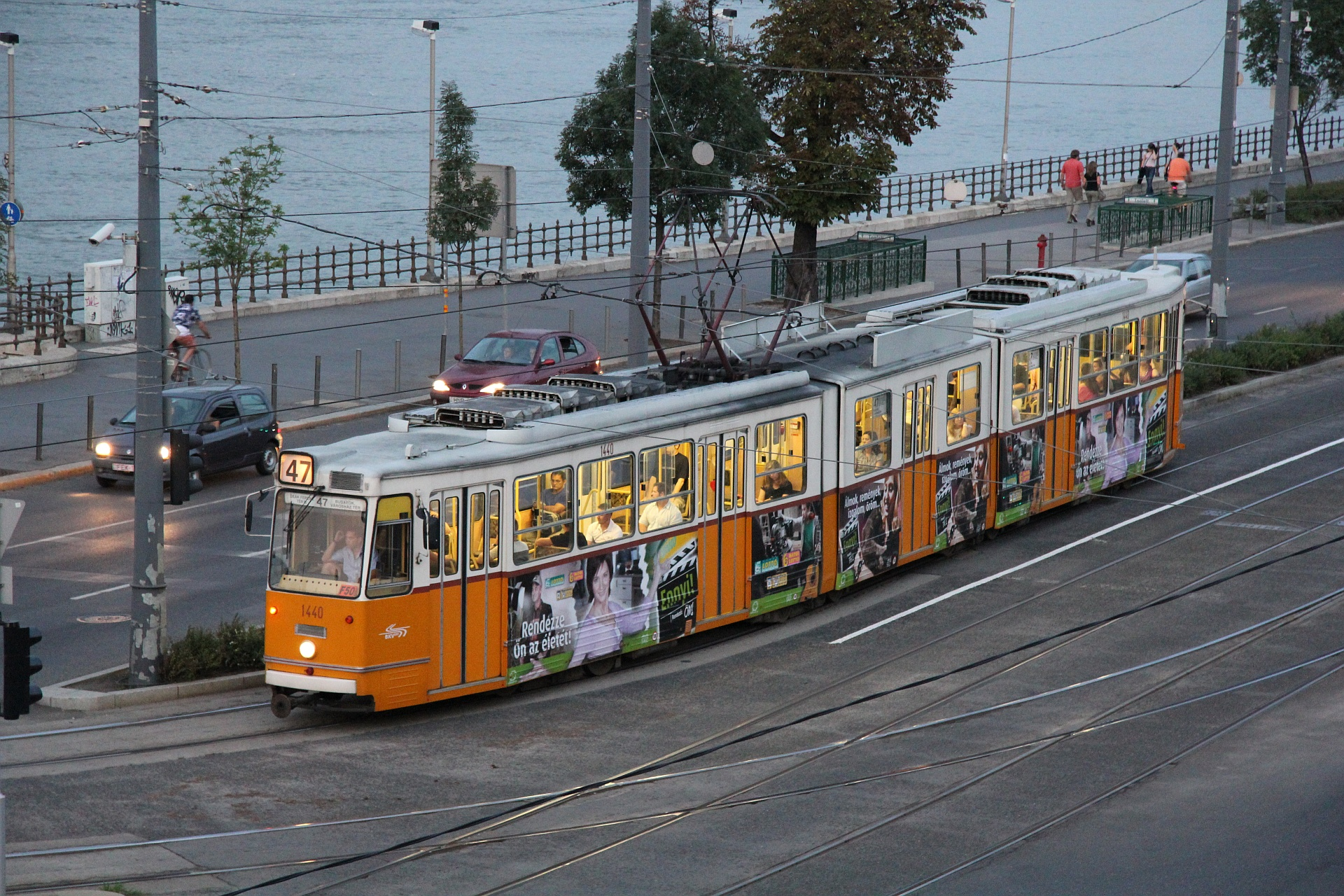
A Szent Gellért téren
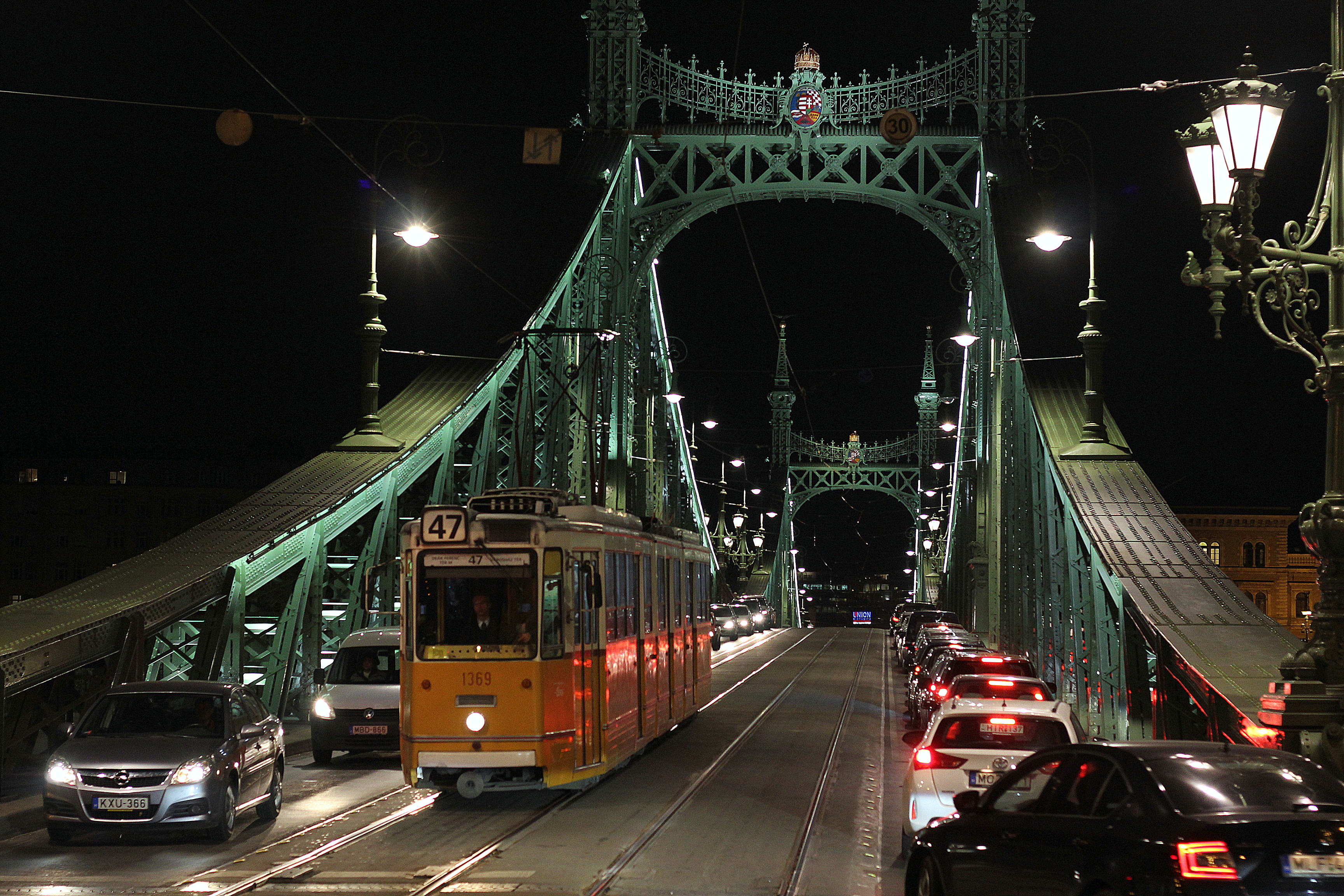
A Szabadság hídon
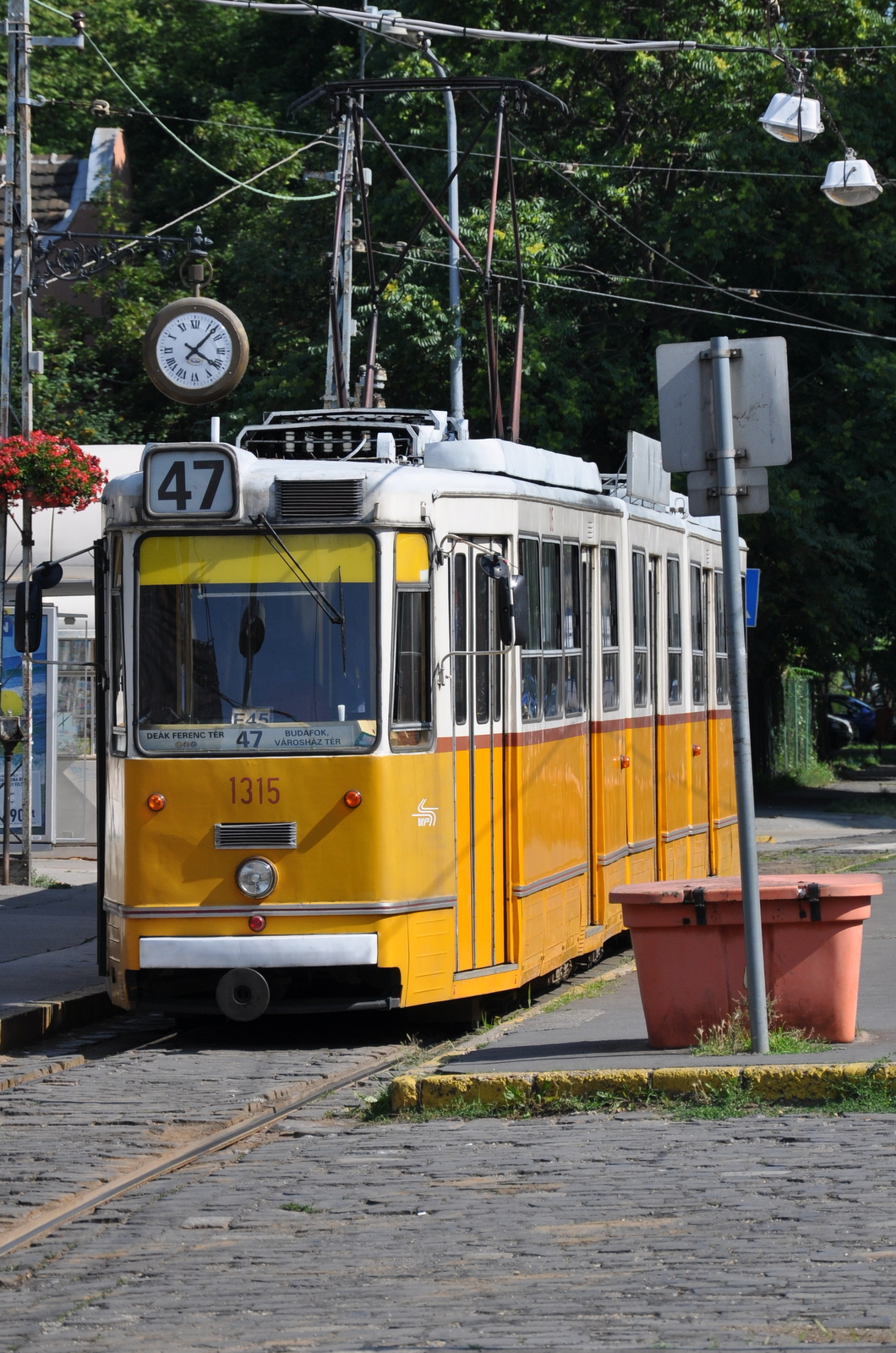
A Városház téri végállomáson
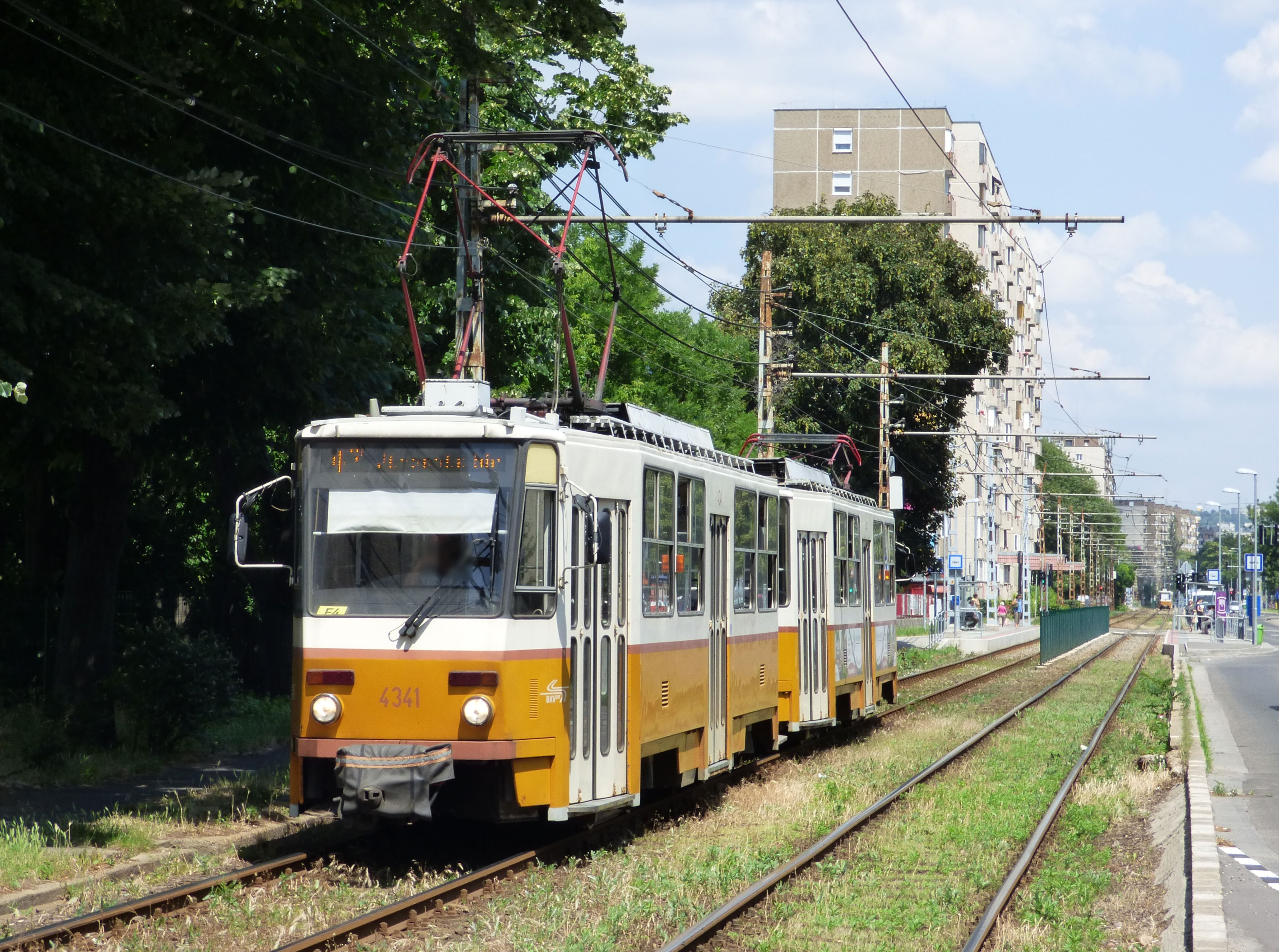
Tatra T5C5 villamos a Fonyód utcánál